# Vecchia fucina

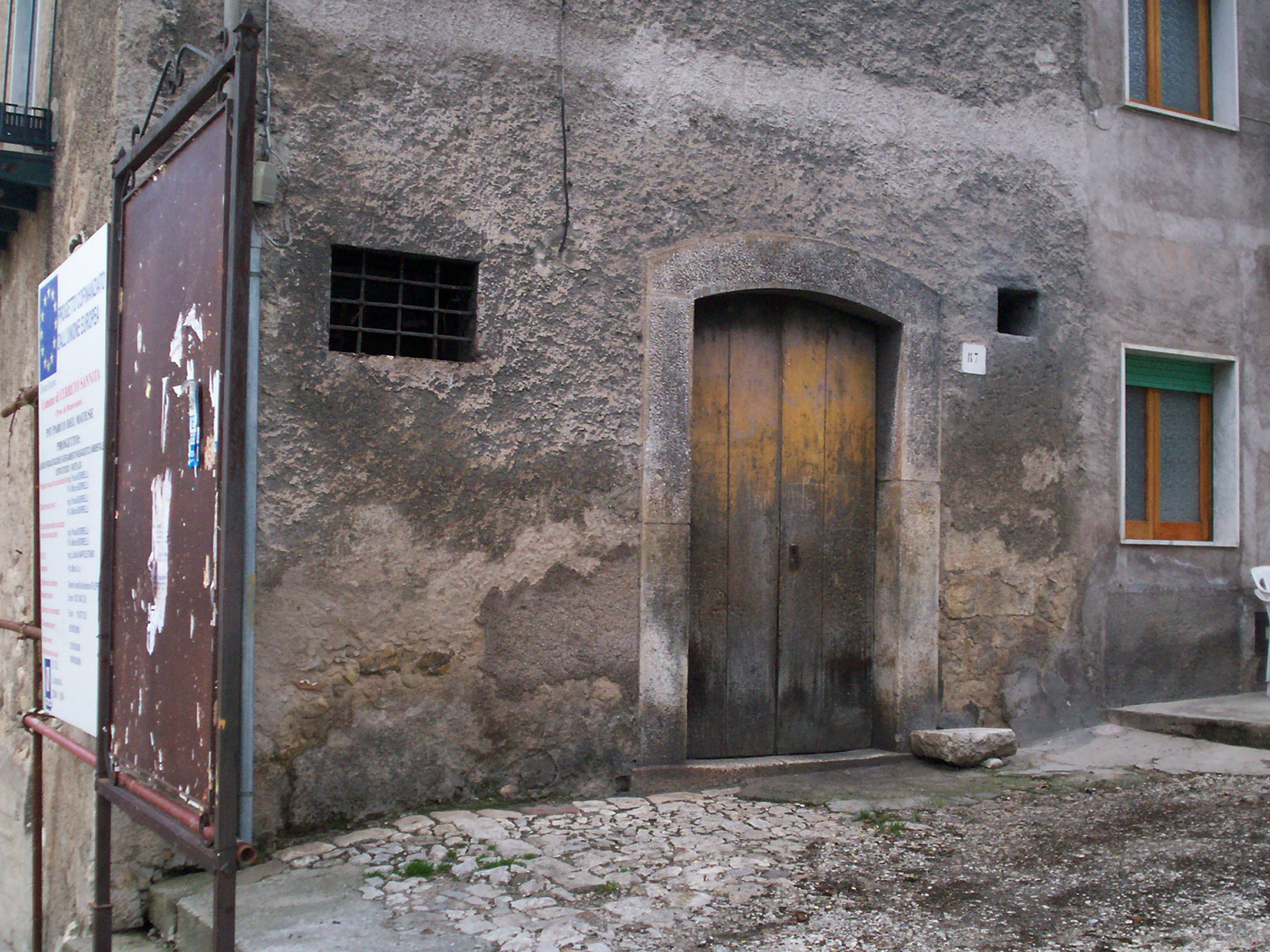
L'esterno della vecchia fucina.

La Vecchia fucina è un sito di archeologia industriale sito nel comune di Cerreto Sannita.
Era una bottega di fabbri, attiva sino a due decenni fa.

## Storia
La vecchia fucina, sita all'angolo fra piazza Roma e via Telesina, nell'isolato dell'Ex monastero delle Clarisse, è stata una bottega di fabbri sino agli al 1970-80. La data della fondazione della bottega risale forse al XIX secolo. Infatti originariamente vi era sito un opificio per il commercio o la lavorazione dei panni lana cerretesi da quanto si deduce da alcuni resti di uno stucco raffigurante un ovino e sito sulla facciata sporgente verso la piazza.
La bottega era sita in un quartiere nel quale sino ad alcuni decenni fa vi erano numerosi opifici simili (altri cinque erano siti nella vicina via fabbri). 
Nel film I briganti italiani (con Vittorio Gassman ed Ernest Borgnine), girato a Cerreto Sannita negli anni 1960, al termine di una scena si vede un fabbro che davanti alla vecchia fucina batte più volte sull'incudine.

## Descrizione
L'interno è rimasto quello originario salvo pochi rimaneggiamenti. A terra non vi è un pavimento ma terra battuta. 
A destra di chi entra vi è la fucina dove si riscaldava il ferro in modo da poterlo rendere più tenero e lavorabile. La fiamma veniva resa viva tramite un sistema che azionava un grande mantice che soffiava aria al di sotto della fucina. Sono site nel locale anche due incudini.

## Galleria d'immagini

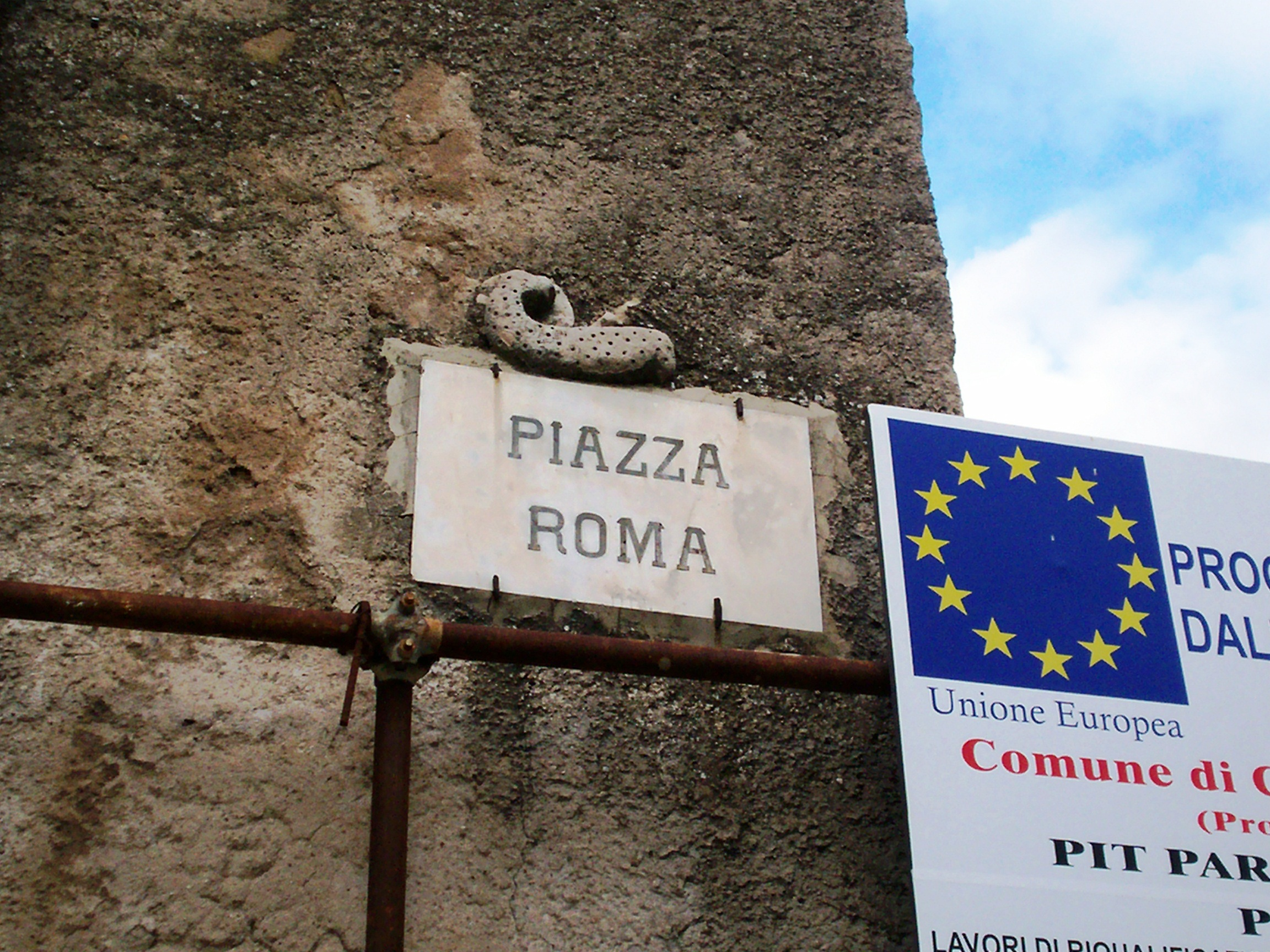
Stucco all'esterno raffigurante un ovino.
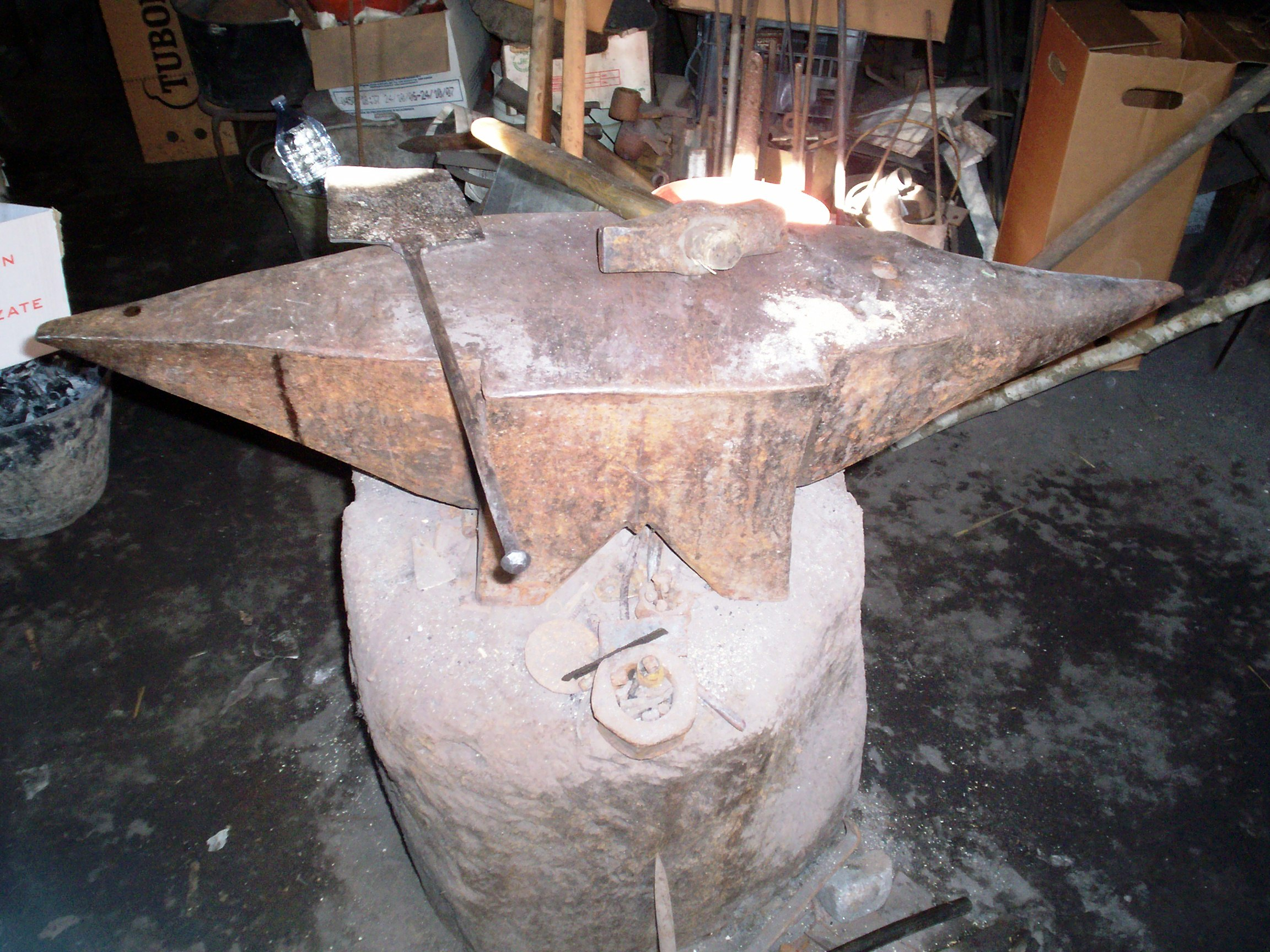
L'incudine maggiore.
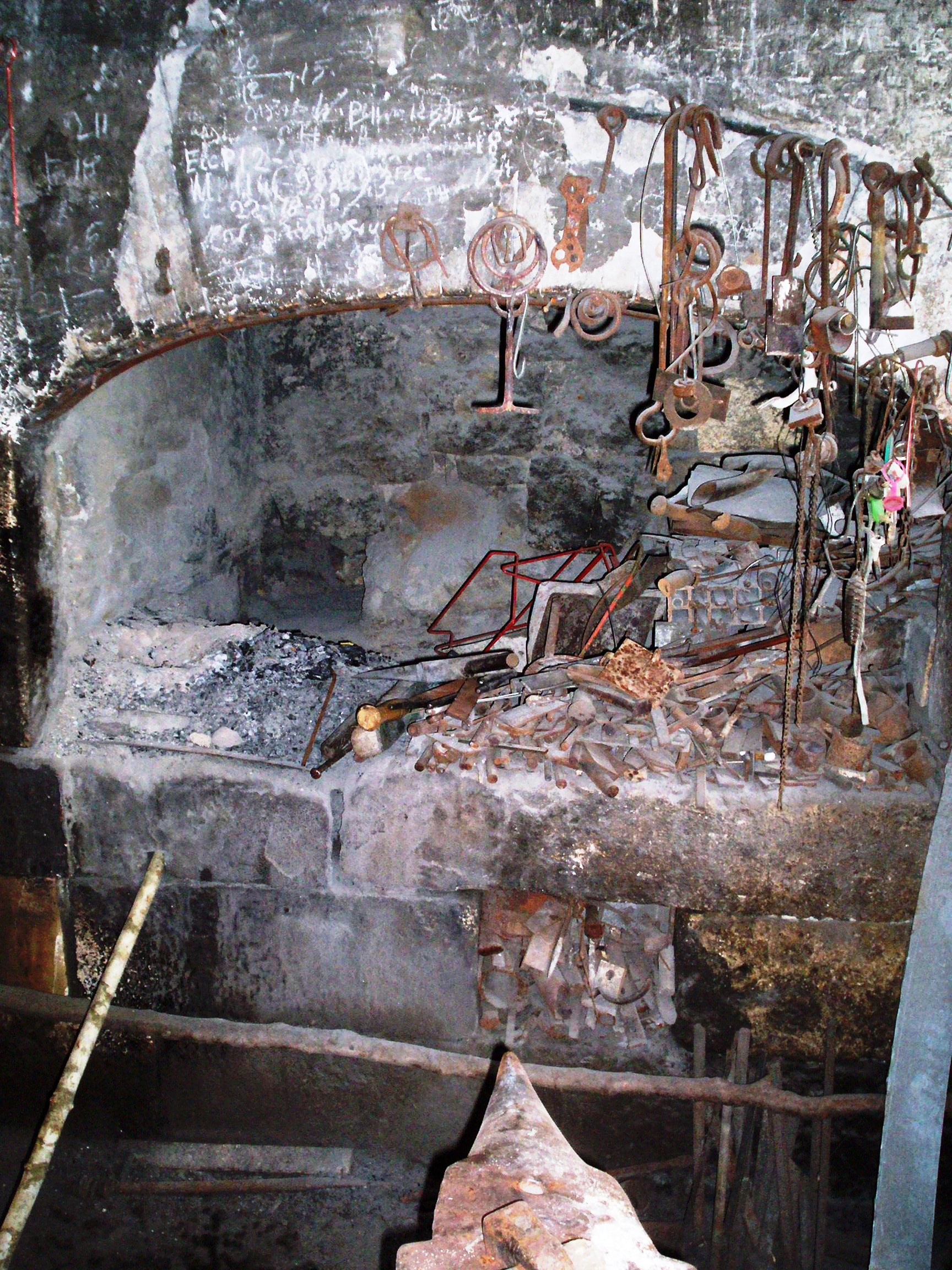
La fornace.
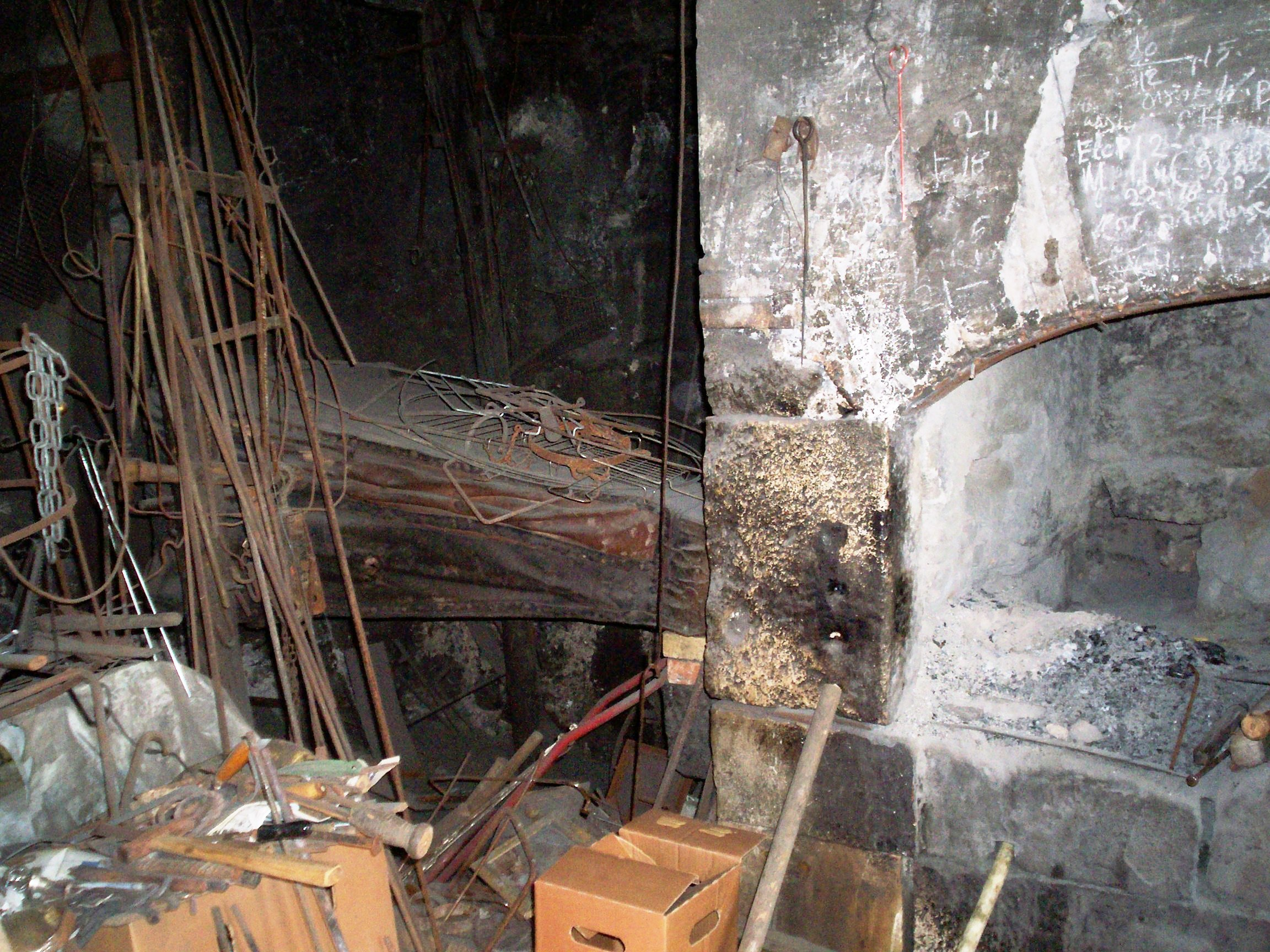
Il mantice.